# Sainte-Jeanne-d'Arc, Saguenay–Lac-Saint-Jean
Sainte-Jeanne-d'Arc är en bykommun (municipalité de village) i provinsen Québec i Kanada. Den ligger i regionen Saguenay–Lac-Saint-Jean, i den östra delen av landet, 500 km nordost om huvudstaden Ottawa.